# Brazil Iron
Brazil Iron é uma empresa inglesa de capital fechado, cuja subsidiária brasileira tem sede em Piatã, Bahia. Seu negócio é a produção e comercialização de minério de ferro, além da pesquisa de manganês.
A companhia foi formada a partir da aquisição de direitos minerários no estado da Bahia entre 2011 e 2017. Ao todo, possui 25 áreas no Brasil, que totalizam 433 km².

## História
A Brazil Iron e sua subsidiária brasileira foram formadas para produzir e comercializar produtos de minério de ferro como granulado (lump) e hematite (sinter feed e pellet feed). A empresa foi constituída após a compra de direitos minerários no Brasil entre os anos de 2011 e 2017.

## Operações
A Brazil Iron possui 3 depósitos e outros 22 atualmente em fase de exploração, com alvos com mais de 590 milhões de toneladas de minério de ferro e potencial geológico para mais 2 bilhões de toneladas, além de 5 milhões de toneladas de manganês em alvos já mapeados.
A operação da mineradora está concentrada no estado da Bahia, com acesso a cinco rodovias, duas ferrovias (Ferrovia de Integração Oeste-Leste e Ferrovia Centro-Atlântica) e dois portos (Porto de Aratu e Porto Sul, em construção) para escoamento e comércio exterior.
A Brazil Iron possui uma mina em fase de pré-produção, a mina Fazenda do Mocó, que já completou entregas de carregamentos de teste sob guia de utilização para Espanha, Holanda e China e que tem capacidade de mais de 2 mtpa. Mais de 90% do potencial geológico nas áreas da empresa está inexplorado.
A companhia já investiu mais de US$ 100 milhões em sua operação no Brasil e planeja investir outros US$ 200 milhões até 2023.

## Controvérsias
Em 27 de setembro de 2020, a empresa foi denunciada por 150 famílias de comunidades quilombolas de Piatã, que afirmaram ter inalado poeira de minério de ferro após as operações da Brazil Iron. Cerca de 30 moradores realizaram uma manifestação perto da rodovia BA-148, onde também acusaram a companhia de contaminar as águas da nascente do Rio Bocaína, gerar insegurança aos moradores e também por poluição sonora, causada pelas máquinas utilizadas na mineração. Além disso, os moradores também afirmaram que a poeira gerada durante a mineração estaria causando problemas respiratórios.